# Grand Prix Formule 1 van Groot-Brittannië 2015
De Grand Prix Formule 1 van Groot-Brittannië 2015 werd gehouden op 5 juli 2015 op Silverstone. Het was de negende race van het kampioenschap.

## Wedstrijdverslag

### Achtergrond

#### DRS-systeem
Voor het DRS-systeem werd, net zoals in 2014, twee detectiepunten gebruikt voor twee DRS-zones. Het eerste detectiepunt lag voor bocht 3 (Aintree), waarna op het rechte stuk (Wellington Straight) het systeem gebruikt mocht worden. Het tweede detectiepunt lag vlak na bocht 10 (Maggots), waarna het systeem gebruikt mocht worden op het rechte stuk (Hangar Straight). Wanneer een coureur bij deze detectiepunten binnen een seconde achter een andere coureur reed, mocht hij zijn achtervleugel open zetten.

### Kwalificatie
Lewis Hamilton pakte voor Mercedes de pole position in zijn thuisrace door teamgenoot Nico Rosberg met een tiende van een seconde te verslaan. Felipe Massa wist in de slotseconden zijn Williams-teamgenoot Valtteri Bottas voorbij te gaan voor de derde plaats. Op de derde startrij stonden de Ferrari-coureurs Kimi Räikkönen en Sebastian Vettel. Red Bull-courur Daniil Kvjat kwalificeerde zich als zevende, voor de Toro Rosso van Carlos Sainz jr. De top 10 werd afgesloten door de Force India van Nico Hülkenberg en de tweede Red Bull van Daniel Ricciardo.

### Race
De race begon met een slechte start van de twee Mercedes coureurs en een safetycar door een ongeluk waarbij Grosjean, Maldonado en Button werden uitgeschakeld. Na de herstart reden de twee Williams coureurs Massa en Bottas vooraan voor de Mercedessen van Hamilton en Rosberg. In een slim tactisch spel rond de bandenwissels wist Mercedes -door eerder te pitten- Hamilton aan de leiding te brengen. Lewis Hamilton won ook de race, nadat het in het laatste kwart van de race begon te regenen. Nico Rosberg werd tweede, voor Sebastian Vettel, die slim gebruik maakte van de pitstops om de beide Williams coureurs Felipe Massa en Valtteri Bottas in te halen. Daniil Kvjat kwam dicht bij de vijfde plaats, maar moest uiteindelijk genoegen nemen met plaats 6, voor Nico Hülkenberg op de zevende plek. Kimi Räikkönen moest een extra stop maken omdat hij te vroeg naar binnen ging voor regenbanden en werd hierdoor achtste. De negende plaats werd bezet door de Force India van Sergio Pérez, terwijl McLaren-coureur Fernando Alonso met een tiende plaats zijn eerste punt van het seizoen behaalde.

## Vrije trainingen
- Er wordt enkel de top 5 weergegeven.

| Vrije training 1 | Pos | No | Coureur          | Constructeur       | Tijd     |
| ---------------- | --- | -- | ---------------- | ------------------ | -------- |
| Vrije training 1 | 1   | 6  | Nico Rosberg     | Mercedes           | 1:34.274 |
| Vrije training 1 | 2   | 44 | Lewis Hamilton   | Mercedes           | 1:34.344 |
| Vrije training 1 | 3   | 33 | Max Verstappen   | Toro Rosso-Renault | 1:35.530 |
| Vrije training 1 | 4   | 7  | Kimi Räikkönen   | Ferrari            | 1:35.588 |
| Vrije training 1 | 5   | 55 | Carlos Sainz jr. | Toro Rosso-Renault | 1:35.669 |
| Vrije training 2 | Pos | No | Coureur          | Constructeur       | Tijd     |
| Vrije training 2 | 1   | 6  | Nico Rosberg     | Mercedes           | 1:34.155 |
| Vrije training 2 | 2   | 7  | Kimi Räikkönen   | Ferrari            | 1:34.502 |
| Vrije training 2 | 3   | 5  | Sebastian Vettel | Ferrari            | 1:34.522 |
| Vrije training 2 | 4   | 44 | Lewis Hamilton   | Mercedes           | 1:34.621 |
| Vrije training 2 | 5   | 26 | Daniil Kvjat     | Red Bull-Renault   | 1:35.009 |
| Vrije training 3 | Pos | No | Coureur          | Constructeur       | Tijd     |
| Vrije training 3 | 1   | 44 | Lewis Hamilton   | Mercedes           | 1:32.917 |
| Vrije training 3 | 2   | 6  | Nico Rosberg     | Mercedes           | 1:33.469 |
| Vrije training 3 | 3   | 7  | Kimi Räikkönen   | Ferrari            | 1:33.692 |
| Vrije training 3 | 4   | 5  | Sebastian Vettel | Ferrari            | 1:33.918 |
| Vrije training 3 | 5   | 33 | Max Verstappen   | Toro Rosso-Renault | 1:34.147 |

Testcoureurs:
 Susie Wolff (Williams-Mercedes, P13)
 Jolyon Palmer (Lotus-Mercedes, P14)
 Raffaele Marciello (Sauber-Ferrari, P15)

## Kwalificatie
| Pos                 | No | Coureur          | Constructeur         | Q1       | Q2       | Q3       | Grid |
| ------------------- | -- | ---------------- | -------------------- | -------- | -------- | -------- | ---- |
| 1                   | 44 | Lewis Hamilton   | Mercedes             | 1:33.796 | 1:33.068 | 1:32.248 | 1    |
| 2                   | 6  | Nico Rosberg     | Mercedes             | 1:33.475 | 1:32.737 | 1:32.361 | 2    |
| 3                   | 19 | Felipe Massa     | Williams-Mercedes    | 1:34.542 | 1:33.707 | 1:33.085 | 3    |
| 4                   | 77 | Valtteri Bottas  | Williams-Mercedes    | 1:34.171 | 1:33.020 | 1:33.149 | 4    |
| 5                   | 7  | Kimi Räikkönen   | Ferrari              | 1:33.426 | 1:33.911 | 1:33.379 | 5    |
| 6                   | 5  | Sebastian Vettel | Ferrari              | 1:33.562 | 1:33.641 | 1:33.547 | 6    |
| 7                   | 26 | Daniil Kvjat     | Red Bull-Renault     | 1:34.422 | 1:33.520 | 1:33.636 | 7    |
| 8                   | 55 | Carlos Sainz jr. | Toro Rosso-Renault   | 1:34.641 | 1:34.071 | 1:33.649 | 8    |
| 9                   | 27 | Nico Hülkenberg  | Force India-Mercedes | 1:34.594 | 1:33.693 | 1:33.673 | 9    |
| 10                  | 3  | Daniel Ricciardo | Red Bull-Renault     | 1:34.272 | 1:33.749 | 1:33.943 | 10   |
| 11                  | 11 | Sergio Pérez     | Force India-Mercedes | 1:34.250 | 1:34.268 |          | 11   |
| 12                  | 8  | Romain Grosjean  | Lotus-Mercedes       | 1:34.646 | 1:34.289 |          | 12   |
| 13                  | 33 | Max Verstappen   | Toro Rosso-Renault   | 1:34.819 | 1:34.502 |          | 13   |
| 14                  | 13 | Pastor Maldonado | Lotus-Mercedes       | 1:34.877 | 1:34.511 |          | 14   |
| 15                  | 9  | Marcus Ericsson  | Sauber-Ferrari       | 1:34.643 | 1:34.868 |          | 15   |
| 16                  | 12 | Felipe Nasr      | Sauber-Ferrari       | 1:34.888 |          |          | 16   |
| 17                  | 14 | Fernando Alonso  | McLaren-Honda        | 1:34.959 |          |          | 17   |
| 18                  | 22 | Jenson Button    | McLaren-Honda        | 1:35.207 |          |          | 18   |
| 19                  | 28 | Will Stevens     | Marussia-Ferrari     | 1:37.364 |          |          | 19   |
| 20                  | 98 | Roberto Merhi    | Marussia-Ferrari     | 1:39.377 |          |          | 20   |
| 107% tijd: 1:39.965 |    |                  |                      |          |          |          |      |

## Race
| Pos | No | Coureur          | Constructeur         | Rondes | Tijd/Oorzaak uitval | Grid | Punten |
| --- | -- | ---------------- | -------------------- | ------ | ------------------- | ---- | ------ |
| 1   | 44 | Lewis Hamilton   | Mercedes             | 52     | 1:31:27.729         | 1    | 25     |
| 2   | 6  | Nico Rosberg     | Mercedes             | 52     | +10.956             | 2    | 18     |
| 3   | 5  | Sebastian Vettel | Ferrari              | 52     | +25.443             | 6    | 15     |
| 4   | 19 | Felipe Massa     | Williams-Mercedes    | 52     | +36.839             | 3    | 12     |
| 5   | 77 | Valtteri Bottas  | Williams-Mercedes    | 52     | +1:03.194           | 4    | 10     |
| 6   | 26 | Daniil Kvjat     | Red Bull-Renault     | 52     | +1:03.955           | 7    | 8      |
| 7   | 27 | Nico Hülkenberg  | Force India-Mercedes | 52     | +1:18.744           | 9    | 6      |
| 8   | 7  | Kimi Räikkönen   | Ferrari              | 51     | +1 ronde            | 5    | 4      |
| 9   | 11 | Sergio Pérez     | Force India-Mercedes | 51     | +1 ronde            | 11   | 2      |
| 10  | 14 | Fernando Alonso  | McLaren-Honda        | 51     | +1 ronde            | 17   | 1      |
| 11  | 9  | Marcus Ericsson  | Sauber-Ferrari       | 51     | +1 ronde            | 15   |        |
| 12  | 98 | Roberto Merhi    | Marussia-Ferrari     | 49     | +3 ronden           | 20   |        |
| 13  | 28 | Will Stevens     | Marussia-Ferrari     | 49     | +3 ronden           | 19   |        |
| DNF | 55 | Carlos Sainz jr. | Toro Rosso-Renault   | 33     | Elektrisch          | 8    |        |
| DNF | 3  | Daniel Ricciardo | Red Bull-Renault     | 22     | Elektrisch          | 10   |        |
| DNF | 33 | Max Verstappen   | Toro Rosso-Renault   | 3      | Spin                | 13   |        |
| DNF | 8  | Romain Grosjean  | Lotus-Mercedes       | 0      | Ongeluk             | 12   |        |
| DNF | 13 | Pastor Maldonado | Lotus-Mercedes       | 0      | Schade ongeluk      | 14   |        |
| DNF | 22 | Jenson Button    | McLaren-Honda        | 0      | Ongeluk             | 18   |        |
| DNS | 12 | Felipe Nasr      | Sauber-Ferrari       | 0      | Versnellingsbak     | 16   |        |

## Tussenstanden na de Grand Prix

### Coureurs
| Positie | Nummer | Rijder           | Team              | Punten |
| ------- | ------ | ---------------- | ----------------- | ------ |
| 1       | 44     | Lewis Hamilton   | Mercedes          | 194    |
| 2       | 6      | Nico Rosberg     | Mercedes          | 177    |
| 3       | 5      | Sebastian Vettel | Ferrari           | 135    |
| 4       | 77     | Valtteri Bottas  | Williams-Mercedes | 77     |
| 5       | 7      | Kimi Räikkönen   | Ferrari           | 76     |

### Constructeurs
| Positie | Team                 | Punten |
| ------- | -------------------- | ------ |
| 1       | Mercedes             | 371    |
| 2       | Ferrari              | 211    |
| 3       | Williams-Mercedes    | 151    |
| 4       | Red Bull-Renault     | 63     |
| 5       | Force India-Mercedes | 39     |